# Burg (Mosel)
Pour les articles homonymes, voir Burg.
Burg (Mosel) est une municipalité allemande située dans le land de Rhénanie-Palatinat et l'arrondissement de Bernkastel-Wittlich, à 8 km en aval de Traben-Trarbach, rive droite de la Moselle.

## Géographie

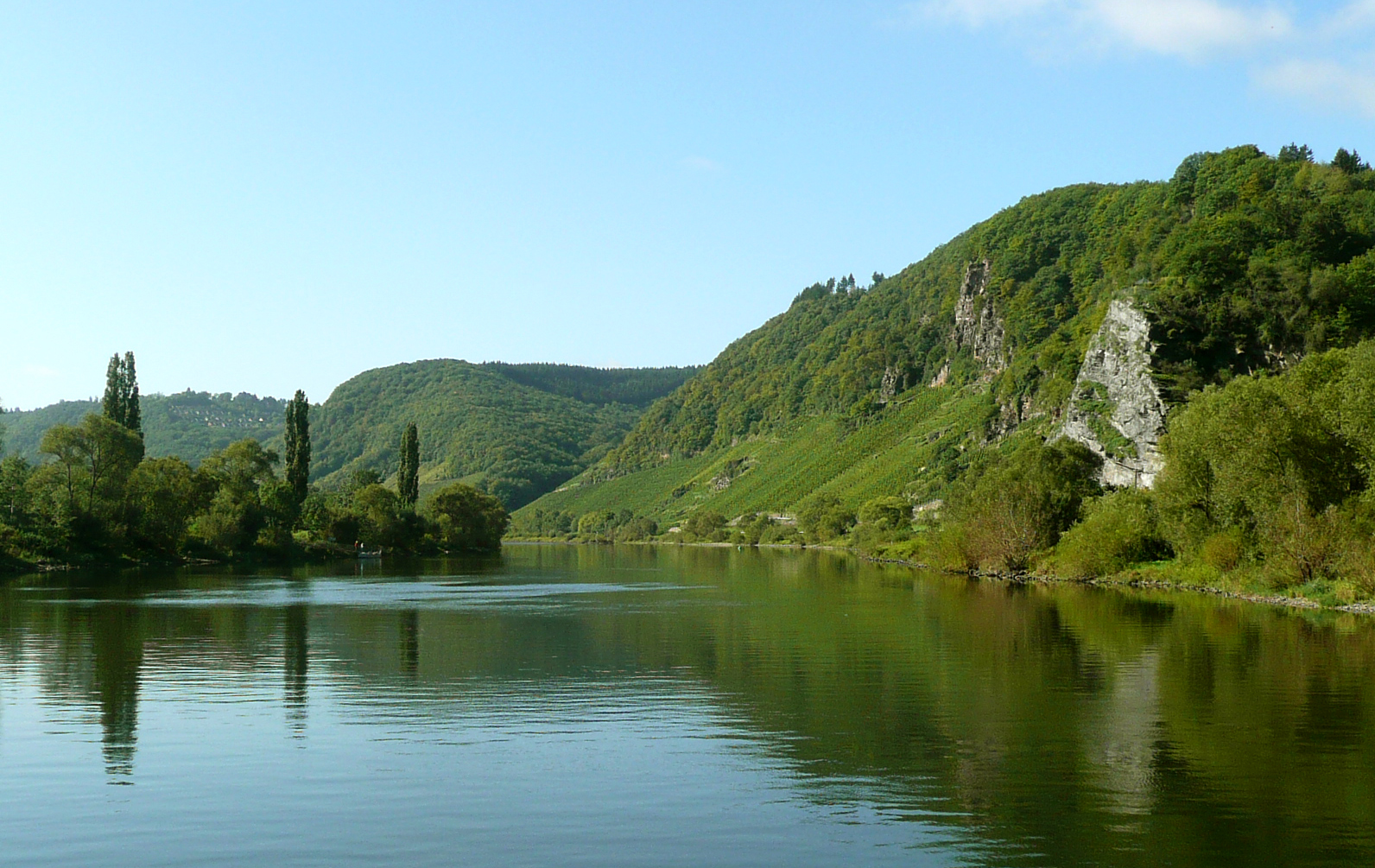
Le vignoble face au village, sous le Burgberg